# Фокин, Василий Васильевич
Василий Васильевич Фокин (род. 28 февраля 1907 года, дер. Ляхово, Можайский уезд, Московская губерния – 5 ноября 1981 года, Москва) — советский военный деятель, генерал-полковник авиации (1960). 
Родился 28 февраля 1907 года. Сын крестьянина. Русский.

## Начало военной службы
С ноября 1929 года — на службе в Красной Армии. Окончил 10-ю школу младших авиационных специалистов при 11-й авиационной бригаде в Воронеже в 1930 году, 7-ю Сталинградскую военно-авиационную школу имени Сталинградского Краснознамённого пролетариата в Сталинграде в 1932 году. Член ВКП(б) с 1931 года.  В декабре 1932 года как один из лучших курсантов оставлен для прохождения службы в этой же школе, служил там лётчиком-инструктором, командиром звена. С марта 1936 года – в отделе военно-учебных заведений Управления ВВС РККА (Москва): инспектор-лётчик, с октября 1937 года – старший инструктор-лётчик. С января 1939 году служил в 4-м управлении  Управления ВВС РККА: инспектор-лётчик, с ноября 1939 - старший инспектор-лётчик. В 1936 году было присвоено воинское звание старший лейтенант.
В декабре 1939 года капитан В. В. Фокин был откомандирован на фронт советско-финской войны и участвовал в ней в должностях инспектора по технике пилотирования 79-го смешанного авиационного полка, с февраля 1940 – старшим лётчиком 85-го авиационного полка особого назначения. За отличия в боях награждён орденом Красного Знамени. После окончания боевых действий вернулся на прежнюю должность. Но уже 23 июля 1940 года назначен инспектором-лётчиком по военно-учебным заведениям ВВС Инспекции ВВС РККА, а с марта 1941 года служил начальником отдела в 4-м и 7-м управлениях Главного управления ВВС РККА.

## Великая Отечественная война
Майор В. В. Фокин участвовал в Великой Отечественной войне с 25 июня 1941 года – офицер для особых поручений при командующем ВВС Юго-Западного фронта. С 22 августа 1941 года – заместитель командующего ВВС 6-й армии. С 10 декабря 1941 года – командир 64-й авиационной дивизии на Юго-Западном фронте. Участник приграничного оборонительного сражения на Западной Украине, Киевской оборонительной операции, Барвенково-Лозовской наступательной операции.
В феврале 1942 года отозван с фронта и назначен начальником управления воздушной трассы № 2, с августа 1942 – заместитель начальника Управления Красноярской воздушной трассы. Руководил перегоном самолётов из Соединённых Штатов Америки в СССР через Аляску и Сибирь, строительством аэродромов по линии трассы и необходимой инфраструктуры. Для освоения трассы сам летал по ней во главе групп перегоняемых самолётов. С 13 августа 1942 – командир базы при приемке и перегонке самолётов в Тегеране (Иран). С июня 1943 – помощник начальника управления – начальник 1 отдела воздушной трассы Москва – Уэлькаль.
В феврале 1944 года назначен командиром 190-й истребительной авиационной дивизии, в июле 1944 года прибыл с ней на фронт. Командовал этой дивизией до конца войны, воевал с ней на 1-м Прибалтийском и 3-м Белорусском фронтах. Участвовал в Белорусской, Прибалтийской, Восточно-Прусской операциях, в том числе при штурме Кёнигсберга и в Земландской операции. В 1944 году Фокину присвоено воинское звание полковник. Под его командованием дивизия действовала успешно, за что она получила почётное наименование «Полоцкая» и была награждена 2 орденами. В июле 1945 года прибыл с дивизией на Дальний Восток, поступил в подчинение командующего 12-й воздушной армии Забайкальского фронта. В его составе участвовал в советско-японской войне, а именно в Хингано-Мукденской наступательной операции.

## Послевоенная служба
После Победы продолжал командовать этой дивизией. С апреля 1946 года – начальник 1 отдела – заместитель начальника Управления боевой подготовки истребительной авиации ВВС, с апреля 1947 года – начальник этого управления, затем - на учёбе.
Окончил только 1 курс Высшей военной академии имени К.Е. Ворошилова и в августе 1948 года назначен заместителем командующего 19-й воздушной истребительной армии ПВО (с февраля 1948 года - 78-я воздушная истребительная армия ПВО, с июня 1949 – 64-я воздушная истребительная армия ПВО, с февраля 1952 – 52-я воздушная истребительная армия ПВО). С февраля 1952 года командовал этой армией. В декабре 1953 года вновь направлен в  академию для продолжения образования.
С 1955 году окончил  Высшую военную академию имени К.Е. Ворошилова. С ноября 1955 года – заместитель командующего истребительной авиацией Войск ПВО страны. С июля 1958 – первый заместитель командующего войсками Московского округа ПВО. С сентября 1961 – представитель, с сентября 1963 – помощник представителя Главнокомандующего Объединёнными Вооружёнными силами Организации Варшавского договора по ВВС и ПВО в Чехословацкой народной армии. Генерал-полковник авиации (7.05.1960).
С апреля 1965 года — генерал-инспектор ПВО Главной инспекции Министерства обороны СССР. С апреля 1971 года — в запасе.
Жил в Москве. Член КПСС в 1931-1981 годах.
Похоронен на Кунцевском кладбище.

## Награды
- Орден Ленина (05.11.1954)[2]
- Шесть орденов Красного Знамени ( в т. ч. 7.04.1940, 27.03.1942, 10.07.1944, 15.09.1945, 15.11.1950[2])
- Орден Кутузова 2-й степени (19.04.1945)
- Орден Отечественной войны 1-й степени (2.09.1943)
- Два ордена Красной Звезды (в т. ч. 3.11.1944)[2]
- Медали СССР